# ماس إفكت 3
ماس إفكت 3 (بالإنجليزية: Mass Effect 3)‏ هي لعبة من نوع أكشن، تقمّص الأدوار، خيال علمي وتصويب منظور الشخص الثالث صدرت في 2012 لـ ويندوز، و‌بلاي ستيشن 3، و‌إكس بوكس 360، ولاحقاً وي يو. اللعبة من تطوير شركة بايوير ونشر إلكترونيك آرتس.

## القصة
تبدأ قصة Mass Effect 3 مباشرة بعد نهاية ماس إيفكت 2. بعد قضاء القائد شيبارد Shepard على الـ Collectors الذين هددوا بقاء البشرية سابقاً.يعود القائد إلى الأرض عقب أحداث المحتوى القابل للتحميل (DLC) الأخير لـ ماس إيفكت 2 (المدعو Arrival) ليجد أن الReapers فد قاموا بهجوم هائل على الكرة الأرضية. شاعراً بضعف إمكانياته الحالية، قام شيبارد بالهروب من الكوكب في سبيل جمع العديد من القوات من الحضارات الفضائية ليقوم بإطلاق هجوم مضاد شامل وانقاذ الأرض من براثن هذه المخلوقات العملاقة عن طريق أداء المهمات عبر مستويات اللعبة أو البحث في الكواكب والمستعمرات في أنحاء المجرة لتجميع أكبر قدر من القوة العسكرية(تؤثر مقدار القوة العسكرية المؤثرة في النهاية)EMS والحصول على مساعدة من أجل بناء السلاح (crucible)...يقرر شيبارد أيضاً بأنه عليه مواجهة عدو آخر له في طريقه وهو صاحب منظمة Cerberus الذي خانه Illusive man،والذي يقوم بمطاردة شيبارد بقواته عبر المجرات للقضاء عليه بعدما عصى تنفيذ أوامره.

## أسلوب اللعب
اللعبة هي من طراز منظر الشخص الثالث حيت تستطيع التحكم بالشخصية التي تختارها من حيث التكوين الجسمانى والجنس حتى الوصول إلى النوع (جندى-حيوى-مهارى.....) وتعلم المهارات بزيادة مستوى اللاعب مع أضافة مهارة أضافية يختارها اللاعب من الأنواع الأخرى.
عن طريق خيارات اللاعب يستطيع التحول سواء إلى شخصية طيبة(Paragon) أو شريرة(Renegade) خلال اللعبة وهذا يؤثر على مجريات اللعبة حيث أن التفاعل مع الأفراد أو في المواقف المهمة يكون أختيار اللاعب مؤثرا للغاية على سير الأحداث مثلا يمكنك لأنهاء حرب الكوارين والجيث الأختيار ما بين مساعدة الكوارين لأستعادة كوكبهم وبذلك تحصل على مساعدتهم لأستعادة الأرض أو مساعدة الجيث لتحريرهم من تأثير الريبر بدون تحذير الكوارين ذلك يؤدى لتبادل الهجوم بينهم مما يؤدى لتدمير معظم الكوارين لكن تحصل على تأييد الجيث وتخسر فرد من فرقتك أو لو كان لديك نقاط جيدة للشخصية الطيبة (Paragon)يمكنك مساعدة الجث مع تحذير الكوارين مما يؤدى لحلول السلام والحصول على مساعدة من كليهما في الحرب.

## التقييم
في المجمل حازت اللعبة على أعجاب النقاد والمواقع الألكترونية المختصة في الألعاب كونها لعبة متكاملة الأركان من حيث القصة القوية وقوة أداء اللعبة وسهولة التحكم وكذلك وضع نظام جديد يسمح باللعب لعدد من المستخدمين في وقت واحد (Multiplayer) و تفاعل الشخصيات الذي يضفى شيئا من الواقعية على اللعبة. لكنها واجهت عاصفة من الأنتقادات الموجهة للعبة وخصوصا لنهاية اللعبة -التي أعتبرتها الشركة في وقت سابق أنها خاتمة ثلاثية ماس أفكت- حيث أن المطورين للسلسة وعدوا اللاعبين ب 16 نهاية تعتمد كلا منهم على الخيارات التي أتخذها اللاعب خلال السلسلة لكن فوجئ اللاعبون بوجود 3 نهايات فقط تتشابه في الأحداث مع أختلاف الألوان كما أنها لا تعتمد بشكل أو بأخر على أختيارات اللاعب خلال اللعبة أو حتى خلال السلسلة مما أثار موجة أستياء لدى اللاعبين ودفعهم للمطالبة بنهاية جديدة مما تطلب رد من مسؤلى الشركة يطمأن اللاعبين بأنهم أخذوا قلقهم في الأعتبار ووعدوا بدراسة وضع نهايات جديدة مع المحافظة على القصة الأصلية.

## أجزاء اللعبة
| الاسم      | الإصدار | الأجهزة                                   |
| ---------- | ------- | ----------------------------------------- |
| ماس إيفكت  | 2007    | ويندوز، إكس بوكس 360                      |
| ماس إفكت 2 | 2010    | ويندوز، إكس بوكس 360، بلاي ستيشن 3        |
| ماس إفكت 3 | 2012    | ويندوز، إكس بوكس 360، بلاي ستيشن 3، وي يو |

## راجع أيضاً
- ماس إفِكت
- ماس إيفكت 2
- هيلو: ريتش

## وصلات خارجية
- ماس إفكت 3 على موقع IMDb (الإنجليزية)

1. ↑  Humble Store (بالإنجليزية), QID:Q42328566
2. ↑  . إلكترونيك آرتس. {{استشهاد ويب}}: الوسيط |title= غير موجود أو فارغ (من ويكي بيانات) (مساعدة) والوسيط |مسار= غير موجود أو فارع (مساعدة)
3. ↑  محمد، محسن (6 يونيو، 2012). "E3 2012: لعبة Mass Effect 3 قادمة بشكل رسمي لجهاز النينتندو Wii U‏". IGN الشرق الأوسط. مؤرشف من الأصل في 2019-12-12. اطلع عليه بتاريخ 7 يونيو، 2012. {{استشهاد ويب}}: تحقق من التاريخ في: |تاريخ الوصول= و|تاريخ= (مساعدة)
4. ↑  Mass Effect 3 Review - GameSpot نسخة محفوظة 06 أكتوبر 2013 على موقع واي باك مشين.
5. ↑  {Mass Effect 3 وتعود الاسطورة بحلتها الأخيرة} نسخة محفوظة 13 مايو 2012 على موقع واي باك مشين.
6. ↑  BioWare revisiting Mass Effect 3 ending - GameSpot نسخة محفوظة 25 أغسطس 2013 على موقع واي باك مشين.
7. ↑  BioWare considering changing Mass Effect 3 ending - GameSpot نسخة محفوظة 09 مارس 2013 على موقع واي باك مشين.